# Nuevo Palacio de Potsdam
El Nuevo Palacio de Potsdam (en alemán: Neues Palais) es un palacio localizado en el extremo oeste del parque de Sanssouci, en la ciudad de Potsdam, Alemania. Se construyó entre 1763 y 1769 gracias al trabajo de varios arquitectos: Jean-Laurent Le Geay, Johann Gottfried Büring, Heinrich Ludwig Manger y Carl Philip Christian von Gontard. Dado su entorno, esta fue una residencia de verano, cuya edificación se produjo después de la guerra de los Siete Años para representar la victoria de Prusia. En 1990, la Organización de las Naciones Unidas para la Educación, la Ciencia y la Cultura lo declaró Patrimonio de la Humanidad como parte de los Palacios y parques de Potsdam y Berlín.
Para Fraser (1996) la escala de esta residencia «reflejó la ambición de Federico el Grande y el estatus de su nueva Prusia». Contraparte del más modesto Palacio de Sanssouci —preferido por el monarca—, tiene una fachada de 213 metros de largo y un total de 200 habitaciones, entre las que se encuentra un teatro de estilo Rococó construido por el arquitecto von Gontard. Por su parte, Duffy (2016) apunta que este palacio se construyó para dar empleo a artesanos locales y fungir como «Fanfarronade, o gesto de desafío, de parte de la monarquía prusiana luego del calvario que fue la guerra de los Siete Años». La fachada del edificio es de ladrillo rojo con pilastras corintias de orden colosal. Hay además una alta cúpula de tambor.
En su porción posterior, el Cour d'honneur forma un conjunto arquitectónico con una columnata y dos construcciones edificadas para los sirvientes, oficiales visitantes y para ocultar los páramos traseros. Estos elementos, de acuerdo con Fraser (1996), ejemplifican la planificación barroca y provén un trasfondo arquitectónico a la porción oeste del parque. Alrededor de cuatrocientas esculturas de las mitologías antiguas se encuentran en la azotea, jardín y parapetos. En el siglo siguiente de su edificación se construyó el Palacio de la Orangerie, el más grande en extensión, entre el Nuevo Palacio y el Palacio de Sanssouci. En conjunto, forman un amplio parque que cuenta con esculturas y otras construcciones secundarias.
Al interior del palacio hay varias salas, como la Grottensaal, cuyas paredes de mármol tienen incrustados fósiles, piedras semipreciosas y 24 000 conchas, la Marmorsaal, con pisos de mármol, y en el sur, las habitaciones de Federico y el teatro, donde se llevaron a cabo obras francesas y óperas italianas. Las habitaciones tienen algunas decoraciones neoclásicas, como medallones arriba de las puertas, y cuentan con muebles, porcelanas, artesanías y pinturas del siglo XVIII.
Federico II no habitó el palacio. En su lugar, esta edificación cumplió la función de albergar celebraciones, asuntos oficiales y apartamentos de invitados. Este fue, además, el lugar de residencia preferido por el último emperador alemán, Guillermo II, al menos hasta su abdicación en 1918. Desde los tiempos de la República de Weimar ha funcionado como museo, aunque durante la Segunda Guerra Mundial los soviéticos se llevaron algunos objetos. El Nuevo Palacio también fue el sitio de nacimiento —18 de octubre de 1831— del emperador Federico III, que reinó entre el 9 de marzo y el 15 de junio de 1888.